# Тахикинины
Тахикинины — одна из крупнейших групп нейропептидов. В неё входят пептиды, имеющие сходную C-концевую последовательность Phe-X-Gly-Leu-Met-NH2, где под X обозначена алифатическая или ароматическая аминокислота.
Гены, кодирующие предшественников тахикининов называются препротахикинины. Название группа пептидов получила из-за способности вызывать сокращение кишечных тканей.
Имеют размер 10-12 остатков.
Два гена человека, кодирующие тахикинины называются TAC1 и TAC3. Эквивалентны генам Tac1 и Tac2 мышей.
TAC1 кодирует нейрокинин A (ранее назвался Вещество K), нейропептид K (он же нейрокинин K), нейропептид гамма и вещество P. Используется Альтернативный сплайсинг.
TAC3 кодирует нейрокинин B.
Наиболее известный тахикинин: Вещество Р.
Рецепторы тахикининов делятся на типы NK1, NK2, NK3. Они содержат 7 трансмембранных доменов. Активируют фосфолипазу С, повышая внутриклеточные уровни инозитолтрисфосфата и диацилглицерина.